# Kalínovka (Nijni Nóvgorod)
|  | Per a altres significats, vegeu «Kalínovka». |

Kalínovka (en rus: Калиновка) és un poble de l'óblast de Nijni Nóvgorod, a Rússia, segons el cens del 2010 tenia 122 habitants, pertany al municipi de Petriaksi.